# Saint John’s Village
Saint John’s Village – miejscowość na wyspie Montserrat (Karaiby). Populacja liczy 627 mieszkańców.